# Andrew Oldcorn
Andrew Oldcorn (31 maart 1960) is een professionele golfer. Hij is in Bolton geboren maar vertegenwoordigt Schotland.

## Amateur
Van 1976 - 1983 zat Oldcorn in de Engels nationale training. In 1983 speelde hij in de Walker Cup en won al zijn partijen. Daarna werd hij professional en won de Tourschool.

### Gewonnen
- 1979: Scottish Youths Amateur Open Stroke Play Championship
- 1982: English Amateur Championship

### Teams
- Eisenhower Trophy: 1982
- St Andrews Trophy: 1982
- Walker Cup: 1983

## Professional
Eind jaren 80 gingen twee seizoenen verloren aan de Myalgische encefalomyelitis. In 1991 ging hij weer naar de Tourschool en in 1993 behaalde hij zijn eerste overwinning op de Tour.
Oldcorn won in 2001 het PGA kampioenschap op 41-jarige leeftijd, tot dan toe de oudste winnaar van het kampioenschap. Hij speelde daarna veertien weken achter elkaar, kreeg last van zijn rug en kon daardoor niet meespelen in de World Cup. Niet lang daarna begon hij genoeg te krijgen van het wekelijks reizen naar banen waar hij al twintig jaar kwam. Bovendien kreeg zijn moeder in 2004 Alzheimer en overleed in 2007.
Hij is over zijn dip heen en speelt in 2010 op de Seniors Tour. In 2011 won hij bijna de John Jacobs Trophy, bestemd voor de winnaar van de Order of Merit, maar kreeg last van een cataract in zijn rechteroog. In oktober 2011 onderging hij met succes een operatie, zoals dat in 2008 ook met zijn linkeroog gebeurde. Hij heeft zijn golfclubs laten aanpassen omdat hij alles net anders ziet dan voorheen.

### Gewonnen
Europese Tour
- 1993: Turespana Masters Open de Andalucia
- 1995: DHL Jersey Open
- 2001: Volvo PGA Championship

Europese Senior Tour
- 2011: PGA Seniors Championship

### Teams
- Seve Trophy: 2002 (winnaars)